# Louis-Michel Illide de Veau de Robiac
Pour les articles homonymes, voir Veau.
Louis-Michel Illide de Veau de Robiac est un homme politique français, né le 9 juin 1796 à Alès (Gard) et mort le 15 juillet 1864 au château de Robiac.

## Mandats
- Maire de Bessèges (1858-1865)
- Conseiller d'arrondissement d'Albi
- Député du Gard (1863-1864)
- Conseiller général du Gard pour le canton de Barjac (1833-1848), puis pour le canton de Saint-Ambroix (1848-1864)

## Distinction
- Chevalier de la Légion d'honneur (15 février 1862)

## Sources
- « Louis-Michel Illide de Veau de Robiac », dans Adolphe Robert et Gaston Cougny, Dictionnaire des parlementaires français, Edgar Bourloton, 1889-1891 [détail de l’édition]